# AFL - Division II 2022
La AFL Division II 2022 è la 18ª edizione del campionato di football americano di terzo livello, organizzato dalla AFBÖ.
I Carinthian Eagles si sono ritirati a calendario emesso, perdendo quindi tutti gli incontri 35-0 a tavolino.

## Squadre partecipanti
| Club                  | Città               | Stadio | Sponsor ufficiale | Risultato nella stagione 2021 |
| --------------------- | ------------------- | ------ | ----------------- | ----------------------------- |
| Carinthian Eagles     | Villaco             |        |                   |                               |
| Carnuntum Legionaries | Bruck an der Leitha |        |                   |                               |
| Gladiators Ried       | Ried im Innkreis    |        |                   |                               |
| Gmunden Rams          | Gmunden             |        |                   |                               |
| Pannonia Eagles       | Baumgarten          |        |                   |                               |
| Schönfeld Blue Hawks  | Schönfeld           |        |                   |                               |
| Styrian Reavers       | Tillmitsch          |        |                   |                               |
| Upper Styrian Rhinos  | Kapfenberg          |        |                   |                               |
| Vienna Warlords       | Vienna              |        |                   |                               |
| Weinviertel Spartans  | Mistelbach          |        |                   |                               |

## Stagione regolare

### Calendario

#### 1ª giornata
| Ried im Innkreis 26 marzo 2022, ore 14:00 | Gladiators Ried | 13 – 14 (10-0 3-14 0-0 0-0) referto | Upper Styrian Rhinos | Coloseum Noricum |

| Tillmitsch 26 marzo 2022, ore 14:00 | Styrian Reavers | 35 – 0 (a tavolino) referto | Carinthian Eagles | Tillmitsch Sportplatz |

| Baumgarten 26 marzo 2022, ore 15:00 | Pannonia Eagles | 40 – 20 (7-0 13-14 13-0 7-6) referto | Weinviertel Spartans | Franz Kovacsich Platz |

| Vienna 27 marzo 2022, ore 15:00 | Vienna Warlords | 6 – 0 (0-0 0-0 0-0 6-0) referto | Schönfeld Blue Hawks | Sportzentrum Ravelin |

#### 2ª giornata
| Mistelbach 2 aprile 2022, ore 14:00 | Weinviertel Spartans | 6 – 37 (0-9 0-14 6-7 0-7) referto | Vienna Warlords | WeiSwo Field |

| Schwadorf 2 aprile 2022, ore 15:00 | Carnuntum Legionaries | 14 – 7 (7-0 0-7 7-0 0-0) referto | Pannonia Eagles | Richard-Gebert-Sportanlage |

| Oberaich 3 aprile 2022, ore 14:00 | Upper Styrian Rhinos | 17 – 10 (7-0 7-0 0-10 3-0) referto | Styrian Reavers | SV Oberaich |

| Villaco 3 aprile 2022, ore 14:00 | Carinthian Eagles | 0 – 35 (a tavolino) referto | Gmunden Rams | Sportzentrum Landskron |

#### 3ª giornata
| Villaco 16 aprile 2022, ore 14:00 | Carinthian Eagles | 0 – 35 (a tavolino) referto | Upper Styrian Rhinos | Sportzentrum Landskron |

| Baumgarten 16 aprile 2022, ore 15:00 | Pannonia Eagles | 20 – 42 (7-0 10-14 3-14 0-14) referto | Vienna Warlords | Franz Kovacsich Platz |

| Ollersbach 17 aprile 2022, ore 15:00 | Schönfeld Blue Hawks | 23 – 13 (9-7 0-0 14-0 0-6) referto | Carnuntum Legionaries | ATSV Schönfeld |

| Gmunden 17 aprile 2022, ore 17:00 | Gmunden Rams | 30 – 17 (7-0 3-7 7-3 13-7) referto | Gladiators Ried | SEP-Arena |

#### 4ª giornata
| Ried im Innkreis 23 aprile 2022, ore 14:00 | Gladiators Ried | 21 – 23 (0-3 7-14 7-0 7-6) referto | Styrian Reavers | Coloseum Noricum |

| Oberaich 24 aprile 2022, ore 15:00 | Upper Styrian Rhinos | 27 – 7 (3-0 7-0 7-7 10-0) referto | Gmunden Rams | SV Oberaich |

| Vienna 24 aprile 2022, ore 15:00 | Vienna Warlords | 20 – 7 (0-7 0-0 13-0 7-0) referto | Carnuntum Legionaries | Sportzentrum Ravelin |

| Mistelbach 24 aprile 2022, ore 18:00 | Weinviertel Spartans | 6 – 33 (0-0 0-19 6-0 0-14) referto | Schönfeld Blue Hawks | WeiSwo Field |

#### 5ª giornata
| Ried im Innkreis 7 maggio 2022, ore 14:00 | Gladiators Ried | 35 – 0 (a tavolino) referto | Carinthian Eagles | Coloseum Noricum |

| Schwadorf 7 maggio 2022, ore 15:00 | Carnuntum Legionaries | 29 – 22 (0-16 0-6 19-0 10-0) referto | Weinviertel Spartans | Richard-Gebert-Sportanlage |

| Tillmitsch 7 maggio 2022, ore 15:00 | Styrian Reavers | 34 – 20 (7-6 20-8 7-6 0-0) referto | Gmunden Rams | Tillmitsch Sportplatz |

#### 6ª giornata
| Ried im Innkreis 14 maggio 2022, ore 14:00 | Gladiators Ried | 35 – 21 (14-0 7-0 7-6 7-15) referto | Gmunden Rams | Coloseum Noricum |

| Oberaich 14 maggio 2022, ore 15:00 | Upper Styrian Rhinos | 35 – 0 (a tavolino) referto | Carinthian Eagles | SV Oberaich |

| Baumgarten 14 maggio 2022, ore 15:00 | Pannonia Eagles | 17 – 14 (0-0 0-14 7-0 10-0) referto | Carnuntum Legionaries | Franz Kovacsich Platz |

| Vienna 15 maggio 2022, ore 15:00 | Vienna Warlords | 55 – 0 (21-0 17-0 17-0 0-0) referto | Weinviertel Spartans | Sportzentrum Ravelin |

#### Recuperi 1
| Ollersbach 21 maggio 2022, ore 15:00 | Schönfeld Blue Hawks | 28 – 20 (7-7 0-7 14-6 7-0) referto | Pannonia Eagles | ATSV Schönfeld |

#### 7ª giornata
| Gmunden 28 maggio 2022, ore 15:00 | Gmunden Rams | 9 – 14 (0-0 9-7 0-0 0-7) referto | Styrian Reavers | SEP-Arena |

| Mistelbach 28 maggio 2022, ore 17:30 | Weinviertel Spartans | 6 – 24 (6-0 0-10 0-0 0-14) referto | Pannonia Eagles | WeiSwo Field |

| Villaco 29 maggio 2021, ore 14:00 | Carinthian Eagles | 0 – 35 (a tavolino) referto | Gladiators Ried | Sportzentrum Landskron |

| Ollersbach 29 maggio 2022, ore 15:00 | Schönfeld Blue Hawks | 14 – 10 (7-0 0-3 0-7 7-0) referto | Vienna Warlords | ATSV Schönfeld |

#### 8ª giornata
| Schwadorf 4 giugno 2022, ore 15:00 | Carnuntum Legionaries | 0 – 27 (0-14 0-0 0-3 0-10) referto | Schönfeld Blue Hawks | Richard-Gebert-Sportanlage |

| Tillmitsch 4 giugno 2022, ore 16:00 | Styrian Reavers | 24 – 13 (0-10 3-3 0-0 21-0) referto | Upper Styrian Rhinos | Tillmitsch Sportplatz |

| Gmunden 5 giugno 2022, ore 15:00 | Gmunden Rams | 35 – 0 (a tavolino) referto | Carinthian Eagles | SEP-Arena |

| Vienna 5 giugno 2022, ore 15:00 | Vienna Warlords | 14 – 7 (0-7 7-0 0-0 7-0) referto | Pannonia Eagles | Sportzentrum Ravelin |

#### 9ª giornata
| Oberaich 11 giugno 2022, ore 15:00 | Upper Styrian Rhinos | 24 – 6 (7-0 0-0 7-0 10-6) referto | Gladiators Ried | SV Oberaich |

| Baumgarten 11 giugno 2022, ore 15:00 | Pannonia Eagles | 14 – 33 (0-7 7-5 7-0 0-21) referto | Schönfeld Blue Hawks | Franz Kovacsich Platz |

| Villaco 12 giugno 2021, ore 14:00 | Carinthian Eagles | 0 – 35 (a tavolino) referto | Styrian Reavers | Sportzentrum Landskron |

| Mistelbach 12 giugno 2021, ore 15:00 | Weinviertel Spartans | 31 – 17 (24-6 0-8 0-3 7-0) referto | Carnuntum Legionaries | WeiSwo Field |

#### 10ª giornata
| Tillmitsch 25 giugno 2022, ore 15:00 | Styrian Reavers | 23 – 13 (7-0 10-0 0-7 6-6) referto | Gladiators Ried | Tillmitsch Sportplatz |

| Gmunden 25 giugno 2022, ore 15:00 | Gmunden Rams | 21 – 24 (0-7 7-10 7-0 7-7) referto | Upper Styrian Rhinos | SEP-Arena |

| Schwadorf 25 giugno 2022, ore 15:00 | Carnuntum Legionaries | 3 – 21 (0-7 0-0 3-7 0-7) referto | Vienna Warlords | Richard-Gebert-Sportanlage |

| Ollersbach 26 giugno 2021, ore 15:00 | Schönfeld Blue Hawks | 41 – 25 (0-12 21-7 7-0n13-6) referto | Weinviertel Spartans | ATSV Schönfeld |

### Classifica
La classifica della regular season è la seguente:
- PCT = percentuale di vittorie, G = partite giocate, V = partite vinte,  P = partite perse, PF = punti fatti, PS = punti subiti

#### Conference A
| Pos. | Squadra              | PCT  | G | V | N | P | PF  | PS  |
| ---- | -------------------- | ---- | - | - | - | - | --- | --- |
| 1    | Styrian Reavers      | .875 | 8 | 7 | 0 | 1 | 198 | 93  |
| 2    | Upper Styrian Rhinos | .875 | 8 | 7 | 0 | 1 | 189 | 81  |
| 3    | Gladiators Ried      | .375 | 8 | 3 | 0 | 5 | 175 | 135 |
| 4    | Gmunden Rams         | .375 | 8 | 3 | 0 | 5 | 178 | 151 |
| -    | Carinthian Eagles    | .000 | 8 | 0 | 0 | 8 | 0   | 280 |

#### Conference B
| Pos. | Squadra               | PCT  | G | V | N | P | PF  | PS  |
| ---- | --------------------- | ---- | - | - | - | - | --- | --- |
| 1    | Vienna Warlords       | .875 | 8 | 7 | 0 | 1 | 205 | 57  |
| 2    | Schönfeld Blue Hawks  | .875 | 8 | 7 | 0 | 1 | 199 | 94  |
| 4    | Pannonia Eagles       | .375 | 8 | 3 | 0 | 5 | 149 | 171 |
| 3    | Carnuntum Legionaries | .250 | 8 | 2 | 0 | 6 | 97  | 168 |
| 5    | Weinviertel Spartans  | .125 | 8 | 1 | 0 | 7 | 134 | 255 |

## Playoff

### Tabellone
|  | Semifinali | Semifinali           | Semifinali |                 |    | XIV Iron Bowl   | XIV Iron Bowl | XIV Iron Bowl |  |
|  |            |                      |            |                 |    |                 |               |               |  |
|  | 1B         | Vienna Warlords      | 28         |                 |    |                 |               |               |  |
|  | 1B         | Vienna Warlords      | 28         |                 |    |                 |               |               |  |
|  | 2A         | Upper Styrian Rhinos | 21         |                 |    |                 |               |               |  |
|  | 2A         | Upper Styrian Rhinos | 21         |                 | 1B | Vienna Warlords | 23            |               |  |
|  |            |                      |            |                 | 1B | Vienna Warlords | 23            |               |  |
|  |            |                      | 1A         | Styrian Reavers | 17 |                 |               |               |  |
|  | 1A         | Styrian Reavers      | 1A         | Styrian Reavers | 17 | 37              |               |               |  |
|  | 1A         | Styrian Reavers      |            |                 |    |                 |               |               |  |
|  | 2B         | Schönfeld Blue Hawks | 21         |                 |    |                 |               |               |  |

### Semifinali
| Tillmitsch 9 luglio 2022, ore 16:00 | Styrian Reavers | 37 – 21 (3-0 14-14 7-7 13-0) referto | Schönfeld Blue Hawks | Tillmitsch Sportplatz |

| Maria Enzersdorf 9 luglio 2022, ore 18:00 | Vienna Warlords | 28 – 21 (7-7 7-7 7-0 7-7) referto | Upper Styrian Rhinos | BSFZ Südstadt |

### XIV Iron Bowl
| Ragnitz 23 luglio 2022, ore 16:00 | Vienna Warlords | 23 – 17 (7-0 9-3 7-7 0-7) referto | Styrian Reavers | Julius-Meinl Stadion |

## Verdetti
- Vienna Warlords Vincitori dell'AFL Division II 2022